# Zejozob africký
Zejozob africký (Anastomus lamelligerus) je velký, převážně černý pták dorůstající průměrně 87 cm. Jeho charakteristickým znakem je zvláštně tvarovaný zobák, u kterého je i při zavření mezi jednotlivými čelistmi viditelná mezera. Zatímco horní čelistí svou kořist přidržuje, dolní přeřezává a odděluje schránku měkkýšů. Obývá mokřiny na rozsáhlém území subsaharské Afriky a na západní části Madagaskaru. Hnízdo v podobě malé plošiny z větví si staví na stromech nebo na keřích.

## Potrava
Jedná se o potravní specialisty. Živí se zejména měkkýši. K dobývání jejich těl ze schránek používá speciálně upravený zobák, jehož tvar je pro zejozoba charakteristický . Požírá však také obojživelníky a ryby.

## Chov v zoo
Zejozob africký je v zajetí chován zřídka. V celé Evropě jej mají (stav k létu 2018) v pouhých 14 zoo (5 německých, 4 českých, 3 francouzských a jedné britské a jedné belgické). Úspěšný chov v Zoo Praha vytvořil základy chovu také v dalších evropských zoo. Například v roce 2019 byli tři zejozobové ze Zoo Praha dovezeni do Zoo Wroclaw, která se stala první polskou zoo s tímto vzácně chovaným druhem. Díky stejné české zoo mají nově od roku 2020 zejozoby také ve francouzském safariparku v Sigean.
V rámci Česka jej chovají tato zařízení (platilo v letech 2017, 2018, 2019, 2020):
- Zoo Dvůr Králové
- Zoo Plzeň
- Zoo Praha
- Zoo Zlín

### Chov v Zoo Praha
První jedinec tohoto druhu byl chován v Zoo Praha v 50. letech 20. století (1956–1957). V roce 1996 přišel do zoo první chovný pár. První odchov byl zaznamenán v roce 2011. Jednalo se o vůbec první přirozený odchov pod rodičovským párem v Evropě. Pražská zoologická zahrada má také světové prvenství: nejvíce přirozených odchovů.
V letech 2012–2016 bylo odchováno 23 mláďat, z toho 9 uměle a 14 přirozenou cestou pod rodiči. Rok 2016 se stal do té doby rekordním – odchováno bylo 7 zejozobů od třech párů. V roce 2017 se podařilo odchovat dokonce deset mláďat. Do roku 2018 se podařilo vylíhnout již 63 mláďat. Do téhož roku včetně se podařilo přirozeně odchovat (tj. za 8 sezón: 2011–2018) 30 mláďat.
Ke konci roku 2017 bylo chováno 14 jedinců. Na konci roku 2018 se jednalo o 13 ptáků včetně jednoho odchovu z toho roku. V roce 2019 se podařilo přirozeně odchovat osm mláďat na konci roku bylo chováno 16 jedinců. V květnu 2020 se vylíhlo hned osm mláďat.
Zejozobové jsou k vidění v expozičním celku Ptačí mokřady.